# Бугарска на Светском првенству у атлетици у дворани 2012.
Бугарска је учествовала Светском првенству у атлетици у дворани 2012. одржаном у Истанбулу од 9. до 11. марта. Бугарска је учествовала на свим Светским првенствима у дворани до данас. У свом четрнаестом учествовању репрезентацију Бугарске представљало је осморо атлетичара (1. мушкарац и 7 жена) који су се такмичили у шест дисциплина.
На овом првенству Бугарска није освојила ниједну медаљу. Није било нових националних и личних рекорда, а постигнут је један лични рекорд сезоне.
У табели успешности према броју и пласману такмичара који су учествовали у финалним такмичењима (првих 8 такмичара) Бугарска је са два учесника у финалу заузела 32 место са 6 бодова.
| Плас. | Земља    | 1. место | 2. место | 3. место | 4. место | 5. место | 6. место | 7. место | 8. место | Бр. финал. | Бод. |
| ----- | -------- | -------- | -------- | -------- | -------- | -------- | -------- | -------- | -------- | ---------- | ---- |
| 32.   | Бугарска | 0        | 0        | 0        | 1        | 0        | 0        | 0        | 1        | 2          | 6    |

## Учесници
| Мушкарци: - Виктор Нинов — Скок увис | Жене: - Ивет Лалова — Трка на 60 метара - Ина Ефтимова — Трка на 60 метара - Вања Стамболова — Трка на 400 метара - Венелине Венева Матејева — Скок увис - Петија Дачева — Троскок - Адријана Банова — Троскок - Радослава Мавродијева — Бацање кугле |  |

## Резултати

### Мушкарци
| Атлетичар    | Дисциплина | Лични рекорд | Полуфинале | Полуфинале | Финале               | Финале  | Детаљи |
| Атлетичар    | Дисциплина | Лични рекорд | Резултат   | Место      | Резултат             | Место   | Детаљи |
| ------------ | ---------- | ------------ | ---------- | ---------- | -------------------- | ------- | ------ |
| Виктор Нинов | скок увис  | 2,27         | 2,26       | 11кв       | Није се квалификовао | 11 / 19 |        |

### Жене
| Атлетичарка              | Дисциплина   | Лични рекорд | Квалификације | Квалификације | Полуфинале            | Полуфинале    | Финале                | Финале       | Детаљи |
| Атлетичарка              | Дисциплина   | Лични рекорд | Резултат      | Место         | Резултат              | Место         | Резултат              | Место        | Детаљи |
| ------------------------ | ------------ | ------------ | ------------- | ------------- | --------------------- | ------------- | --------------------- | ------------ | ------ |
| Ивет Лалова              | 60 м         | 7,14         | 7.19          | 1. у гр. 4 КВ | 7,23                  | 2 у пф. 3 КВ  | 7,27                  | 8 / 62 (64)  |        |
| Ина Ефтимова             | 60 м         | 7,24         | 7,35          | 2. у гр. 6 КВ | 7,44                  | 7 у пф. 2     | Није се квалификовала | 22 / 62 (64) |        |
| Вања Стамболова          | 400 м        | 50,21 НР     | 52,97         | 2. у гр. 1 КВ | 51,87                 | 2. у пф. 1 КВ | 51,99                 | 4 / 30 (32)  |        |
| Венелине Венева Матејева | Скок увис    | 2,02         | БП            | БП            | БП                    | БП            | БП                    | БП           |        |
| Адријана Банова          | Бацање кугле | 14,14        | 13,50         | 25.           |                       |               | Није се квалификовала | 25 / 28 (30) |        |
| Петија Дачева            | Бацање кугле | 14,20        | 13,65 ЛРС     | 20.           | Није се квалификовала | 20 / 28 (30)  |                       |              |        |
| Радослава Мавродијева    | Бацање кугле | 17,05        | БП            | БП            | БП                    | БП            | БП                    | БП           |        |